# Het Kennedy-dossier
Het Kennedy-dossier is een spionageroman van auteur Gérard de Villiers en is het 6e deel uit de S.A.S.-reeks met als protagonist de Oostenrijkse prins en freelance CIA-agent Malko Linge.

## Het verhaal
Op aandringen van de CIA ontvangt Malko een journalist op zijn kasteel in Liezen, Oostenrijk. Deze dreigt een dossier over president John F. Kennedy te publiceren. Een groep terroristen, die het ook hebben voorzien op het dossier, dringen het kasteel binnen, vermoorden de journalist en maken zich meester van het dossier.
Malko maakt jacht op zowel het dossier als de terroristen en dit voert hem van Wenen naar Bratislava. Doordat Bratislava aan de andere kant van het IJzeren Gordijn in Tsjechoslowakije ligt is dit echter nog niet zo eenvoudig, laat staan Tsjechoslowakije weer te verlaten.
Malko wil echter begrijpen waarvoor hij zijn leven heeft geriskeerd; hij leest enkele pagina's uit het dossier en komt aldus het een en ander te weten over J.F. Kennedy waardoor Malko een potentieel gevaar vormt voor zijn opdrachtgevers.
De Amerikaanse Secret Service maakt jacht op hem maar omdat deze zijn gewoonten door en door kent, verkeert hij continu in gevaar.

## Personages
- Malko Linge, Oostenrijkse prins en CIA-agent;
- Alexandra Vogel, Malko's buurvrouw en toekomstig verloofde.

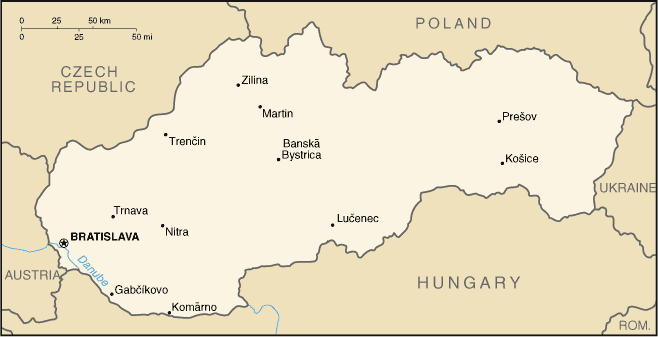
De stad Bratislava vlak aan de grens met Oostenrijk.

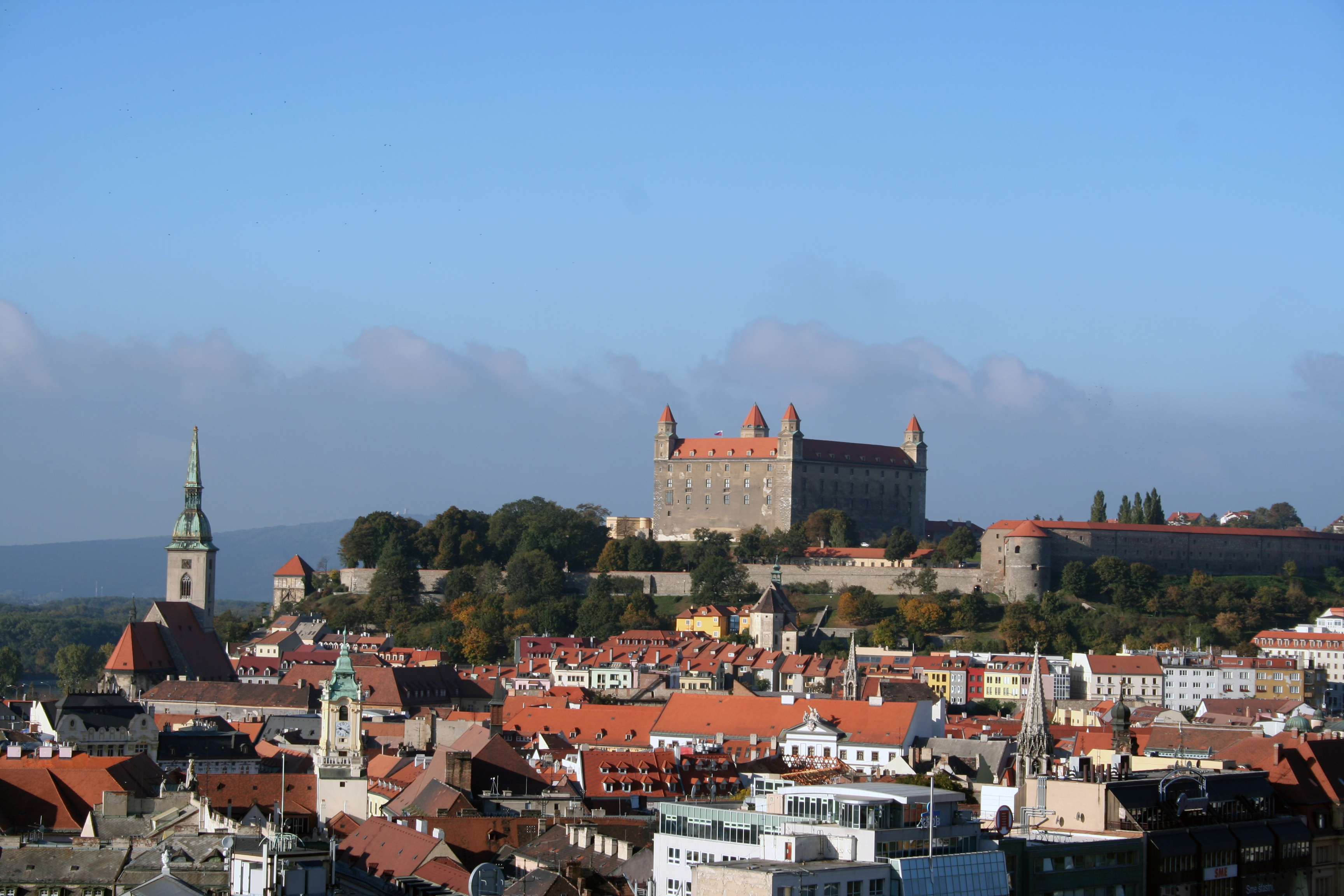
Het historische deel van de stad Bratislava.